# Afroarctia
Afroarctia é um género de traça pertencente à família Arctiidae.

## Espécies
- Afroarctia bergeri de Toulgoët, 1978
- Afroarctia dargei (de Toulgoët, 1976)
- Afroarctia histrionica de Toulgoët, 1978
- Afroarctia kenyana (Rothschild, 1933)
- Afroarctia mamfei de Toulgoët, 1978
- Afroarctia nebulosa de Toulgoët, 1980
- Afroarctia sjostedti (Aurivillius, 1899 [1900])